# オートローン
オートローンとは、信用販売の商品の一つで、自動車の購入に対する融資（ローン）。狭義にはオートクレジットなどの名称で、総合信販会社や自動車メーカー系列のファイナンス会社（総じてノンバンク）が提供する自動車購入の際の分割払いを指す。
日本においては、銀行・信用金庫・JAバンク・労働金庫などの預金金融機関がマイカーローン・自動車ローンの名目で、主に個人向けに自動車購入資金を融資する商品として取り扱いがなされている。

1990年代を中心に生命保険会社も個人融資のすそ野を広げる一環で、同様の商品の提供若しくは信販会社への優遇金利扱いでの申込斡旋を行っていたが、これは縮小している。

また、企業・自営業での営業車といった事業用車には、銀行等による法人融資やオートリースが充てられるケースが多い（申込みは可能である会社が多いが、法人そのものの審査に加え、代表者個人の審査も行われる場合が殆どである）。

## 概要
1920年代にアメリカのゼネラルモーターズ（GM）やクライスラーによりオートローンが導入され、これにより低所得の家庭でも中級・高級車が買えるようになった。当時世界最大の自動車会社だったフォード・モーターでは、創業者ヘンリー・フォードが、顧客に借金を抱えさせ疲弊させるローン販売を強く拒んでいたが、オートローン導入で躍進するGMがフォードからシェア1位の座を奪い去り、後にフォードも導入せざるを得なくなった。

### 日本

#### 日本におけるオートローンの歴史
戦後、大衆車が発売されても、自動車は他の耐久消費財と比べると高額商品であった。そのため、1960年にはプリンス自動車（現　日産自動車）がオートローンを提供している。
1980年代になると、販売会社は販売を促進するために、月々の返済額を抑える割賦販売方式を導入した。この方式は2者間契約（購入者が代金を分割して払う契約を、販売会社と結ぶ）で、マル専手形を使用する仕組みとなっている。マル専手形は不渡りが出れば販売会社が取り立てを行う必要があった。一方で、不渡りが発生しなければ割賦金利が販売会社の収益となった。
やがて自動車市場の拡大に伴い中古車市場も拡大すると、中古車向けローンの取り扱いを通じて信販会社がオートローン市場に参入することになる。
また、バブル景気後の経済停滞によってオートローンが不良債権化すると、販売会社の社員における債権回収業務の負担が増加した。そのため、自動車製造企業がファイナンス会社を設立し、オートローン市場に参入することとなった。こうしたメーカー系ファイナンス会社の事業は、当初はオートローンを中心としたものとなっていたが、次第にクレジットカード業などへの事業比重が高まっている。ちなみに、メーカー系ファイナンス会社でも、日本企業と外国企業ではローンの目的が異なる。日本企業が金利収入を目的としているのに対して、外国企業は販促手段としてオートローンを使用するという。

### ローンの形態
ローンの形態は、当初は上述したマル専手形を用いた2者間取引であったが、やがてファイナンス会社や信販会社を含めた3、4者間取引へと変わっていた。
3、4者間取引においても、ファイナンス会社がローン資金を販売会社へ融資するだけの形態や、ファイナンス会社が車購入者の信用調査、集金まで行う形態などがある。ファイナンス会社から販売会社への代金払い方式も、購入者から回収した分のみを適宜払ったり、あるいは代金を一括で払う方式がある。

#### 信販会社の自動車クレジット
信販会社や自動車会社系ファイナンス会社といったノンバンクが提供しているオート（自動車）クレジットは、そもそもの“信販”の原点となる「個品あっせん（ショッピングクレジット）」の対象を消費財から自動車に変えたもので、仕組みも同様に、信販会社が審査の上、代金を立て替え、契約者は融資金（頭金を除いた残高）を分割で返済して行くこととなる。完済までは車検証上の所有者名義は信販会社または自動車販売店となるが、車検証上の使用者登録は購入者の名義となり、放置違反金は車検証上の使用者あてに違反の通知書が送付される。
延滞リスクや貸し倒れリスクを信販会社が負担するため、販売会社はノーリスクで販売代金を手にすることができる。信販会社は顧客から毎月返済される分割払手数料（利息）が収益となり、販売会社はリスクを気にせず、販売に専念することができるオートローンを活用するようになった。新車（フルモデルチェンジ）発売時には、欧米と同じく拡販目的で金利を優遇したり、多少無理をしてでも借すようにノンバンクへ稟議を促す場合もある。

現在の大手信販会社が全国支店網を展開するようになった原動力が、オートローンの急速な普及だと言われている。
ただし、2005年に悪質な訪問販売・繁華街での悪質なキャッチセールスによる絵画商法、リフォーム商法で判断能力が不十分な認知症の高齢者、契約の概念をよく知らない20代の若者、判断能力が不十分な知的障がい者、または生活保護受給者にクレジットを組ませていた事がクローズアップされると、支払能力を超えたクレジットを組ませない様に、信販業界での審査厳格化が叫ばれるようになり、利用に際しては各社とも内規で一定のハードル（所用資金に対する収入や既存の借入額の割合、連帯保証人の有無など）が課せられており、この基準（審査）をパスできなければ利用することができない。
信販会社によっては（主にクレジットカード会社）、オートクレジット以外にもクレジット会員向けにオートローン（自動車購入費用の融資。貸金業法の総量規制の除外融資）を提供している場合がある。

##### キックバック
信販会社がオートローンを拡販する上で対応したことが、それまで自動車販売会社がマル専手形で得ていた割賦金利収入を一部補填する意味で、オートローンで得られる分割払い手数料のうち、一部を販売会社に還元する方式がキックバック（バックマージン）である。

#### 預金金融機関のローン
銀行など預金金融機関が提供するオートローンは、利用者が金融機関の窓口・渉外担当者・インターネットバンキング・テレホンバンキングなどを通じて申込み、審査のうえ契約が成立すると、（住宅ローンと同じく一般的に）融資金を一旦契約者の預金口座へ振替え、その口座から購入資金（融資金＋頭金）を販売会社へ振り込んで自動車の売買契約が成立し、後は分割で毎月口座振替で返済していく事となる。

マイカーローンは取扱い金融機関によって、自動車購入資金の他に、自動車運転免許取得費用や車検・修理代の融資も受けられる場合もある。
（信販の場合は別途「目的別ローン」、自動車メーカー系ファイナンスは「メンテナンスクレジット」等の名称で別途設定している。）
オートクレジットと異なり、販売会社は申込に際して一切関与しないため（販売会社が斡旋する場合は例外）、申込や契約に際して金融機関の窓口へ足を運ぶか、郵送や渉外員を通じて書類のやりとりを行う必要があり、また、申込時におおよその所用資金を確定するために見積書の提出なども必要であること、さらに、リスク管理を徹底するために、一定の勤続期間や収入がある安定した者を前提とする場合が多く、審査のハードルはノンバンクと比べれば高い傾向にあるほか、多くの金融機関は販売会社とトラブルが発生した際に発生する支払い停止の抗弁権を放棄することを契約の条件にしていることが多いことがデメリットである。その一方で、市場金利や長期プライムレートに準じた変動金利で融資するため、ノンバンクと比べて利息はたいへん低利というメリットが亭受できる。
銀行や信用金庫での利用には系列のクレジットカード会社・信販会社・信用保証会社・消費者金融、JAバンクや労働金庫では系列の信用保証協会の機関保証が必須であり、先ず保証機関での審査が行われ、可決（保証引受）された場合は金融機関での審査が行われる。状況によって追加で連帯保証人が必要となる場合もある。万一、利用者が延滞した場合は契約に基づき、信用保証側が融資実行金融機関へ代位弁済することとなる。

## ブラジル
ブラジルでは、オートローンは販売信用の他に、中古車市場を介して消費者金融としての役割も担っている。
無担保ローンの年利が、数十%はざらで100%を超えることも珍しくない状況において、オートローンの年利は20%弱となっている。そこで、消費者は、
1. 自分の車を売って現金を手にする
2. ディーラーへ行き、オートローンを組んで新車を買う

こうした手順を踏むことにより、低い年利でお金を手に入れることができる。